# Перв'ятичі

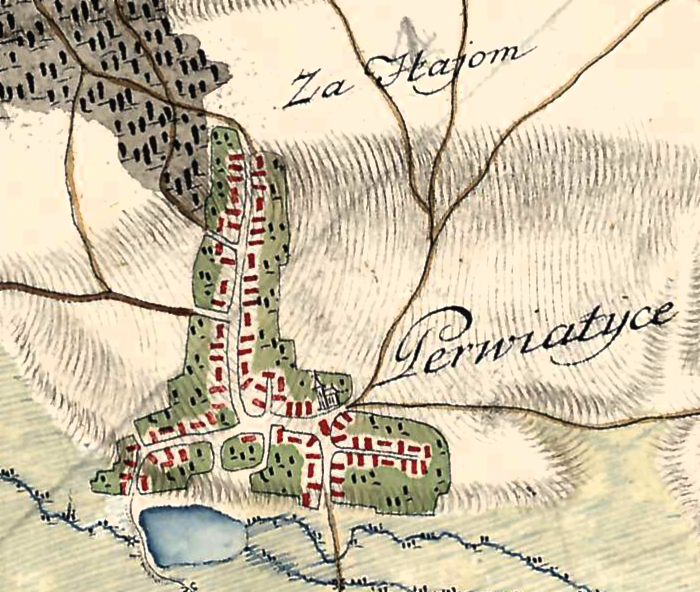

Перв'ятичі — село в Україні, у Шептицькому район Львівської області. Село розташоване на  березі річки Спасівка, на відстані 14 км від Сокаля. Населення за переписом 2001 року становило 613 осіб.

## Географія
Перв'ятичі розташоване в межах своєрідної фізико-географічої області відомої під назвою Волинської височини в південно-західній його частині, під назвою Сокальське пасмо, характерним для якого є увалистий рельєф з переважанням широтно витягнутих елементів. Глибина розчленування складає 30-50 м. Середня висота над рівнем моря - 226 м.
З геологічної точки зору село Перв'ятичі як і все Сокальське пасмо пов’язане з південно-західним схилом Східноєвропейської платформи. Мергелі верхньої крейди перекриті лесами, лесовидними суглинками, алювіальними та льодовиковими відкладами. 
Рослинність представлена флорою як лісостепового так і лісового типів. Лісова рослинність представлена дубова-грабовими лісами. Загальна площа лісів - близько 25 % території району. Лучно-степова родинність майже винищина, оскільки відкриті площі майже всі розорані.  
Основною водоймою краю є річка Спасівка, яка є правою притокою р. Західний Буг. 

## Назва
За однією із теорій назва села пішла від перших поселенців тутешньої місцевості, які походять від східнослов’янських племен в’ятичів – від слів «перші» і «в’ятичі» утворилася назва Перв’ятичі.
За роки радянської влади (від 1946 р.) село мало назву «Перев'ятичі».
19.09.1989 р. рішенням Львівської обласної ради селу повернули історичну назву «Перв'ятичі»

## Історія
Неподалік селища археологи відкрили сліди поселення кінця кам’яної доби та місце майстерні крем’яних знарядь (III тисячоліття до н. е.).
Перша згадка про село Перв’ятичі датується 1397 роком. 
| Роки           | Ім'я та прізвище польською мовою  |
| -------------- | --------------------------------- |
| 1397           | Jan та Borzysław ?                |
| приблизно 1584 | Walenty Ciołek                    |
| 1616 — 1621    | Jakub Łychowski (герб Jasieńczyk) |
| 1621           | Jakub Trzciński                   |
| 1721           | Aleksander Leszczyński            |
| 1760           | Jan Juściński                     |
| 1904           | Aniela Baciborska                 |

### Під владоюРечі Посполитої
17 травня 1648 року, під час національно-визвольної війни 1648 – 1657рр. українського народу під проводом Богдана Хмельницького, селяни Перв'ятич та сусідніх сіл Тартакова, Спасова і Копитова вчинили напад на маєтки поміщика зі с. Ляшки (тепер Залижня). Після повстання польське шляхетське військо жорстоко розправилося з повсталими селянами.
В 1649 році, пан Іван Кучковський скаржився про спустошення свого двору в с. Перв'ятичі повсталими селянами с. Шпиколоси.

Відомо, що в Перв'ятичах, Казимир Потоцький мав маєток, який в 1702 році передав своєму спадкоємцю. В 1806 році цей маєток належав Хомі Гарлицькому:  
«Двір був розміщений фронтом на захід (сучасна земельна ділянка, Бляхарка), огороджена плотом. Будинок дерев'яний, критий соломою. За будинком два дерев'яні льохи, а проти них ― хлів під соломою та шпихлір. Далі ― стодола з солом'яним дахом. Гуральня знаходилася за фільварком. Вище гуральні, під горою, вапнярка, піч якої була вимурувана з цегли.» 
В 1738  році в селі збудували дерев'яну церкву Св. Арх. Михаїла.

### Австрійська імперія→Австро–Угорщина
В період приналежності до Австрії в селі було два млина, власниками яких були Тереній Щудло та  С. Шимановський.
Станом на 31 грудня 1880 року в селі проживало 572 людини.
В селі була корчма, в якій жив з родиною корчмар, останній до 1940-х рр. ― Хаїм Вільдер. Він продавав горілку, скуповував і реалізовував зерно тощо. Корчма в селі знаходилася поруч з сучасним будинком культури ім. Т.Г.Шевченка, а після виїзду євреїв її використано на кооперативну крамницю. У 1960-х рр. колишній будинок корчми було знесено. 
У двадцятих роках ХХ ст. громадські діячі, члени товариств «Просвіта», «Відродження» організували споживчу кооперацію під назвою «Згода».
Від 1872 до 1918 року у східному районі села проходив кордон між Австро-Угорською імперією та Російською імперією. Тоді в селі знаходилися прикордонні казарми, на території, де було споруджено адміністративний будинок господарства «Колос».
В 1914 році почалася Перша світова війна, в селі почалася мобілізація, молодих юнаків призивали до війська, в селян забирали коней та продовольство.
Уродженці Перв'ятич, які брали участь в Першій світовій війні на стороні Австро-Угорщини:
- Дінець Тома Гнатович (1898 — † 22.06.1941) ― піхотинець 24-го піхотного полку, нагороджений двічі Срібною медаллю «За хоробрість» ІІ ст. та Військовим хрестом Карла І;
- Щудло Ілля (1898 – † 24.08.1917) ― піхотинець 10 піхотного полку, загинув;[4]
- Грицай Ісидор (1876 – † ?) ― піхотинець 222-го кайзерсько-королівського ландверу, загинув;[5]
- Максимець Степан (1896 – † 17.11.1916) ― єгер 30 єгерського батальйону;[6]
- Мерко Михайло (1890 – † ?) ― піхотинець 30 піхотного полку, помер в госпіталі в м. Мостар (Боснія і Герцоговина);[7]
- Вакула Семен (1876 – † ?) ― піхотинець 222-го кайзерсько-королівського ландверу, загинув в полоні у Російській імперії[8];
- Дещиця Іван (1886 – † ?) ― стрілець 4 відділу 19 кайзерсько-королівського шверу, загинув в м. Орел (РФ), перебуваючи в полоні Російської імперії;[9]
- Пасіка Констянтин (1896 – † ?) ― стрілець 19 кайзерсько-королівського шверу, загинув в Серахсі, Закаспійської області (Туркменістан) перебуваючи в полоні Російської імперії;[10]
- Сідь Петро (1896 – † ?) ― єфрейтор 20 кайзерсько-королівського ландверу, був ранений.[11]
- Фігас Іван (1896 – † ?) ― піхотинець 4 відділу 15 полку піхоти, був ранений.[12]
- Фігас Роман (1898 – † ?) ― піхотинець 24-го піхотного полку, був ранений.[13]
- Федчун Іван (1887 – † ?) ― ерзацрезервіст 19 кайзерсько-королівського ландверу, загинув в м. Орел (РФ), перебуваючи в полоні Російської імперії;[14]
- Хитреня Йозеф (1895 – † ?) ― єгер 30 єгерського батальйону, був ранений.[15]
- Цинкалюк Семен Якович (1890 – † 1942) ― підофіцер австрійської армії, січовий стрілець;

Згідно з переписом населення в грудні 1910 р. в селі проживали 710 людей.

### ПеріодПольської Республіки(1918–1939)
У період приналежності до Польської Республіки (1918–1939 рр.) село до 1934 року було індивідуальною гміною, а після 1934 року село входило до Гміни Тартакув Място Сокальського повіту Львівського воєводства Польської республіки.
Під час польсько-української війни (1918-1919) 30 мешканців села були в Українській галицькій армії. Серед них:
- Дінець Олександр Панькович (1900 – † 1918) ― загинув в польському полоні;
- Дещиця Микола (1894 – † ?) ― стрілець;[17]
- Соляр Іван Опанасович (1872 – †  1921) загинув в польському полоні в таборі Домб'є.

У 1920-х рр. ХХ ст. громадські діячі, члени товариств «Просвіта», «Відродження» організували споживчу кооперацію під назвою «Згода».
В 1937 році в селі діє районна кооперативна молочарня, керівником якої до 1937 року був Сидор Василь.

### ПеріодУРСР(1939–1991)
27 вересня 1939 р. відповідно до Пакту Молотова — Ріббентропа територія ґміни, у тому числі село Перв'ятичі, були зайняті радянськими військами.

#### Друга світова війна(1939–1945)

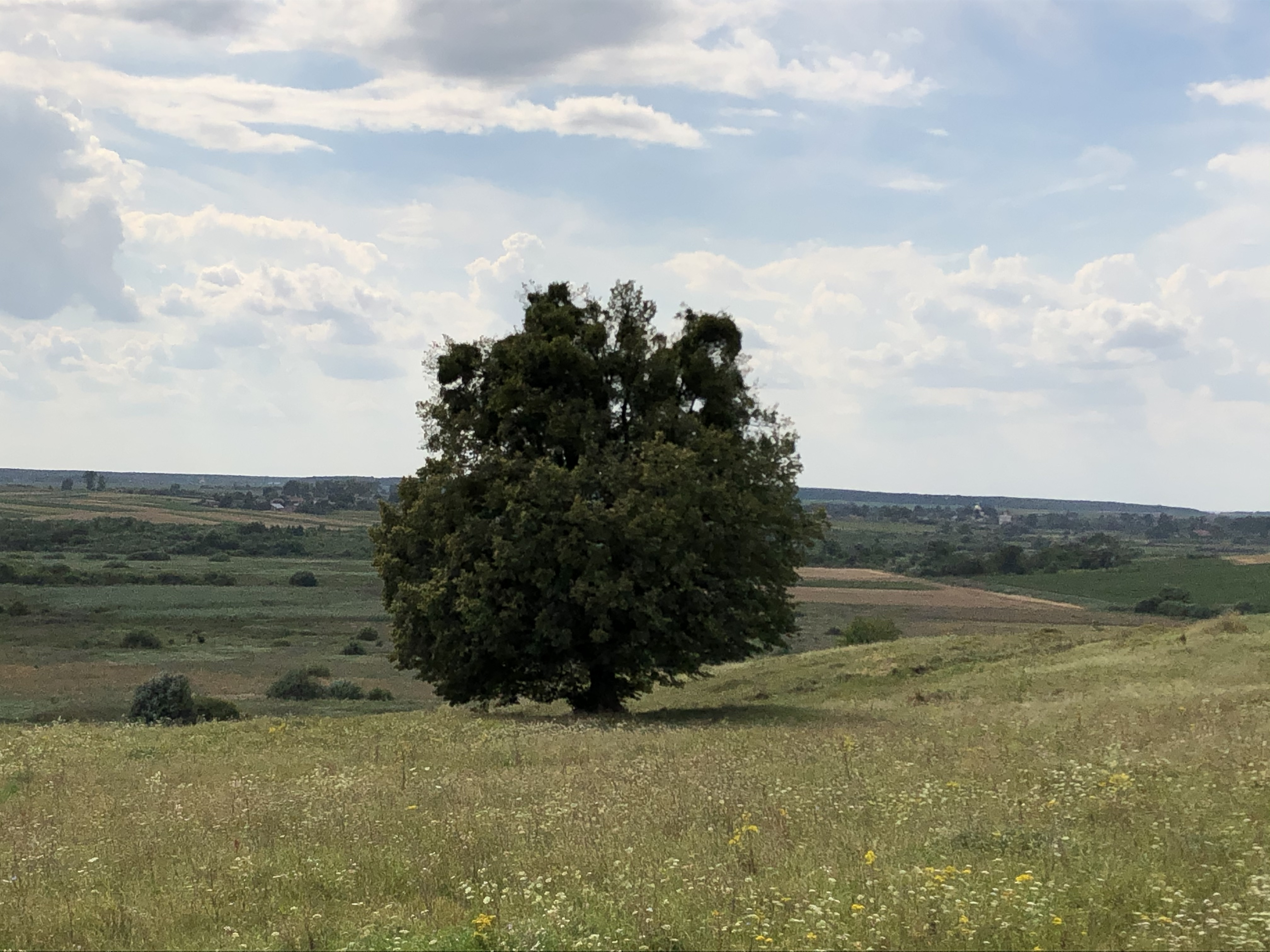
Та сама липа, з якої стріляв радянський снайпер.

Перший день війни Нацистської Німеччини проти Радянського Союзу приніс велику трагедію в село Перв'ятичі ― гітлерівці розстріляли 23-х мешканців. Тоді під час наступу німецьких військ, 22 червня 1941 року, радянським снайпером (який заховався між тінисті крони липи та був переодягнений в селянський одяг) був убитий німецький офіцер. Фашисти запідозрили, що радянський солдат був з місцевого населення – нацисти вирішили помститися. Були вбиті на присілку Мельники селяни Іванчук Гнат Данилович (1914р.н.), Пасіка Василь Несторович, Щудло Марія Антонівна, Мельник Левко Іванович; на присілку Бляхарка загинули Семенюк Василь Мартинович, Семенюк Ганна Яківна (дружина Василя, була поранена і згодом померла), Семенюк Петро Васильович. В селі були убиті Дещаківський Василь Сафонович (1904р.н.), Росаловський Тимофій Сафатович (пригорнув до грудей малого сина). Також загинули Братко Андрій Іванович (1905р.н.), Дінець Тома Гнатович (1898р.н.), Важоха Юзек Касперович, Бузікевич Іван Павлович (мешканець с. Спасів), Кароль Шмідт (коваль, дізнавшись, що загиблий німецької національності, вбивці пройнялися співчуття до нього), Мерко Василь Іванович, Островський Степан Володимирович, Плетінка Степан Михайлович (тримав на руках дочку Меланію, куля фашиста прошила горло Степана і він згодом помер), Дещиця Семен Іванович (помер від поранення). В селі Спасів були убиті Кондратюк Ілько Левкович, Піщак Сава Іванович та Ковальчук Іван, мешканці Перв'ятичі.

Решту німці зігнали в дерев’яну місцеву церк― ву і утримували до ранку. Священник, парох о. Карло Давидович (1871-1941) , знаючи німецьку мову, зумів переконати фашистське командування, що замкнені в церкві мирні жителі не могли бути причетні до вбивства їхнього офіцера. Людей відпустили. З гіркотою і болем у серці о. Давидович зі скорботою поховав жертв війни і через кілька днів сам помер (похований у с. Спасів). В пам’ять про о. Карла Давидовича і його подвиг вдячні парафіяни в 2000 році поставили на церковному подвір'ї пам’ятник, на таблиці якого написаний короткий вірш і підпис:
«Отцю Давидовичу в пам'ять про червневу ніч 1941 року. Вдячні парафіяни с. Перв'ятичі 2000 рік».
26 осіб односельчан воювали на фронтах Другої світової війни (1939-1945рр.), 19 з них загинули, 13 - за бойові заслуги удостоєні нагород.
Учасники Другої світової війни:
- Боліжук Петро Якимович (1910 ― † ?) — рядовий, нагороджений Орденом Вітчизняної війни І ст., медаллю «За відвагу» та медаллю «За перемогу над Німеччиною в Великій Вітчизняній війні 1941-1945»;
- Гринів Федір Ігнатійвович (1914 — † 1944; Польща) ― рядовий п/п 71772 (6 відд.);
- Грицай Петро Сидорович (1919 – † ?) — нагороджений Орденом Вітчизняної війни І ст.;
- Демчук Григорій Іванович (1910 – † 1941) ― рядовий, загинув в німецькому полоні;
- Дещиця Микола Пантелеймонович (1908 – † ?) ― червоноармієць 1176 сп 350 сд 27 ск 13 А, нагороджений медаллю «За відвагу» та медаллю «За перемогу над Німеччиною в Великій Вітчизняній війні 1941-1945»;
- Дещиця Семен Пантелеймонович (1912 – † 1941) ― рядовий, загинув в німецькому полоні;
- Іванечко Микола Іванович (1920 – † 26.04.1945; Чехія) ― рядовий;
- Коваль Іван Григорович (1908 – † вересень 1944; Словаччина) ― рядовий п/п 24192 «к» (5 відд.);
- Лавринчук Володимир Йосипович ( ? – † листопад 1944) ― рядовий;
- Лизун Тимофій Карпович (1911 – † ?) ― рядовий, нагороджений медаллю «За перемогу над Німеччиною в Великій Вітчизняній війні 1941-1945» та медаллю «За бойові заслуги»;
- Лизунець Костянтин Петрович (1909 – † 1944; Словаччина) ― рядовий;
- Максимець Петро Ількович (1909 – † червень 1941) ― рядовий;
- Мусій Григорій Олександрович (1908 – † 5.02.1945; Легницьке в-во, Польща) — рядовий;
- Олійник Степан Прокопович (1921 – † 30.09.1944; Кросненське в-во, Польща) — рядовий;
- Пасіка Микола Гаврилович (1911 – † жовтень 1944) — рядовий;
- Пішак Сава Іванович (1906 – † 22.06.1941; Перв'ятичі) ― рядовий;
- Семенюк Іван Іванович (1914 – † 7.03.1945) ― рядовий;
- Семенюк Микола Олексійович (1910 – † жовтень 1944) ― рядовий;
- Семенюк Степан Васильович (1920 – † жовтень 1944) ― рядовий;
- Троць Йосип Павлович (1909 – † листопад 1944) ― рядовий;
- Троць Степан Павлович (1912 – † 9.09.1944; Кросненське в-во, Польща) ― рядовий;
- Федчун Олексій Ігнатович (1920 – † 10.09.1944; Кросненське в-во, Польща) ― рядовий 1000 стрілкового полку;
- Федчун Петро Лук’янович (1920 – † 8.09.1944; Кросненське в-во, Польща) ― рядовий 70 гвардійського полку стрілкової дивізії.

На честь односельців, полеглих на фронтах війни, в 1968 році встановлено пам'ятник.
У 1948 році засновано колгосп ім. Шевченка.
Станом на 1968 рік населення становило — 707 мешканців. До сільської ради було підпорядковане сусіднє село Спасів.
На території Перв'ятичів була розміщена центральна садиба колгоспу ім. газети «Правда» (створений в 1948 р.), за яким було закріплено 2422 га сільськогосподарських угідь, в т.ч. 2202 га орної землі. Господарство спеціалізувалося на вирощуванні технічних (цукрового буряку, льону) і зернових (озимної пшениці, ячменю) культур. Напрям в скотарстві - розведення великої рогатої худоби, було розвинено свиноводство. Із додаткових підприємств діяла пилорама. За працьовиті успіхи 91 колгоспник нагороджений орденами та медалями СРСР, в т.ч. орденом жовтневої революції - бригадир П. М. Сорока, колишній секретар партійної організації Г. А. Сененко, помічник бригадира тракторної бригади П. С. Барановський, доярка Г. М. Коваль, орденом рос. Трудового Красного Знамени - 3 особи.
Школярі на той час відвідували Спасівську восьмирічну школу, де працювали 16 вчителів і навчалися 225 учнів.
Діяв Дім культури зі залом на 350 місць, бібліотека з книжним фондом 8,6 тис. екземплярів, швейна і взуттєва майстерня, медпункт. Також в перв'ятицькій церкві діяв історично-краєзнавчий музей.
Партійна організація колгоспу (створена в 1952 р.) об'єднувала 25 комуністів, комсомольська (заснована в 1948 р.) - 33 члена ВЛКСМ. Першим секретарем комсомольської організації був П. Мерко.
В 1973 році село налічувало 190 дворів із населенням - 756 осіб.

### ДіяльністьОУН-УПАна теренах села
З теренових вістей ВО «БУГ» УПА - Захід за 1943-1945 рр.:
«12.VI.1944 р. в селах Первятичі та Спасів роздали німіці мужчинам, уродженим 1909–1930 рр., картки праці до копання окопів. Населення догадується, що це чергова провокація німців, яка має за ціль всіх боєздатних мужчин забрати до німецької армії, під фронт до роботи, або в Німеччину. Німці загрозили, що як населення не послухає наказу, вони вжиють терору.»
«2.VIII.1944 р. один з відділів самооборони в бою біля с. Перв'ятичі вбив одного більшовицького капітана і одного лейтенанта та взяв у полон 5 рядових бійців, яких нагодовано і звільнено.»
«28.Х.44 большевики перевели облаву на с. Первятичі. Мали список деяких свідомих громадян і питали за ними.»
«17.ХІІ.44 р. зробили більшовики акцію на с. Перв’ятичі, у котрій впало 7 людей. Більшовики спалили в тому селі під час цьої акції кілька господарств.»
«21.І.1945 р. пограничники в числі 60 бійців зробили наскок на село Перв’ятичі і окружили хату, у якій кватирували вишкільник "Беркут" і 2 стрільці. Двох стрільців більшовики зловили. Друг Беркут поранивши 3 більшовиків – застрілився.»
«7.ІІІ.1945 р. більшовики в силі понад 1000 бійців (пограничники, війська НКВД, істребітелі) перевели акції на с. Спасів, Первятичі та ін. В с.Спасові і Первятичах вивезли 4 родини. Інші повтікали.»
«12.VI.45  большевики перевели облаву на с. Первятичі, де знайшли один бункер. Не можучи його здобути, замінували газовою гранатою, у висліді чого двоє чоловік згинуло, а 3 вратовано. На полі знайшли одну криївку зі збіжжам, яке забрали до Сокаля.»
Під час цієї операції загинули мешканці села, члени ОУН -  Кравець Лука, Троць Іван (1921 р.н.), Федчун Левко Іванович (1906 р.н.)
«29.7.1945 р. в Перв’ятичі провокативний відділ більшовиків наткнувся на стійку СКВ. Стійковий стрілами спанікував банду і вона втекла, ракетуючи і стріляючи в сторону Спасова.»
Уродженці Перв'ятич, які були членами ОУН-УПА:
- Багнюк Григорій Олександрович (1913 – † 1944; Андріївка) ― стрілець УПА, загинув у бою;
- Боліжук Василь Прокопович (1913 – † 1947; Воркута) ― член ОУН, загинув на засланні;
- Боліжук Володимир Антонович (1922 – † ?) ― господарчий УПА, політв'язень;
- Боліжук Ганна Михайлівна (1925 – † ?) ― друкарка та зв'язкова УПА, політв'язень;
- Боліжук  Степан Антонович (1924 – 1945; Нестаничі) — стрілець УПА, загинув у бою;
- Буцко Іван Корнилович (1902 – † 1968; Перв'ятичі) ― член ОУН, політв'язень;
- Виноградова (Дещиця) Ганна Миколаївна (1928 – † ?) ― член ОУН, політв'язень;
- Грицай Іван Михайлович (1919 – † 1992; Перв'ятичі) ― член ОУН, політв'язень;
- Дещаківський Федір Васильович – «Лев» (1931 – † ?) ― член ОУН, політв'язень;
- Дещиця Ганна Миколаївна (1928 – † ?) ― член молодіжної сітки ОУН, політв'язень;
- Дещиця Іван Семенович (1922 – † 1944; Закерзоння) ― стрілець УПА, референт ОУН, учень Сокальської гімназії (1941-1943), в'язень гестапо, загинув в бою;
- Дещиця Степан Пантелеймонович (1927 – † ?) ― член молодіжної групи ОУН, член ОУН групи Гриневича, політв'язень;
- Дещиця Теодора Пантелеймонівна (1922 – † ?; Перв'ятичі) ― член ОУН, станична УПА, політв'язень;
- Дінець Стефанія Томівна (1925 – † 1979; Перв'ятичі) ― член ОУН, зв’язкова УПА, політв'язень;
- Коваль Мирон (1925 – † 13.12.1944; Розжалів) ― стрілець УПА, учень Сокальської гімназії (1941-1944), загинув під час Розжалівської облави;
- Коваль Михайло Григорович (1921 – † 1945; Розжалів) ― стрілець УПА, загинув в бою;
- Кравець Лука (? – † 1945; Перв'ятичі) ― член ОУН, загинув під час облави;
- Лесик Лука Максимович (1911 – † 1944; Спасів) ― стрілець УПА, загинув в бою;
- Лизунець Марія Петрівна (1927 – † ?) ― господарча УПА, політв'язень;
- Максимець Володимир Петрович (1925 – † 1948) ―  стрілець УПА, політв'язень;
- Максимець Петро Панькович (1900 – † ?) ― член ОУН, політв'язень;
- Марцинюк Антон Гаврилович (1924 – † 1943; Завидів) ― стрілець УПА, загинув в бою з німцями;
- Мерко Роман Іванович (1929 – † ?) ―  стрілець УПА, політв'язень;
- Мусій Іванна Іванівна (1920 – 2012) ― член надрайонного проводу ОУН, тереновою санітаркою УЧХ, доглядала поранених на Холмщині стрільців УПА, організовувала медичні пункти в кожному селі Сокальщини, де надавали першу допомогу пораненим стрільцям УПА, політв'язень;
- Новосад Микола Андрійович ― «Лев» (1904 – † 1974; Перв'ятичі) —  кущовий боївки СБ ОУН, політв'язень;
- Піщак Іван Іванович (1923 – † 1979; Перв'ятичі) — член ОУН, політв'язень;
- Плетінка Марія Семенівна (1926 – † ?) ― господарча УПА, політв'язень;
- Приймак Яким Михайлович (1932 – † 1952; Зубків) ― член ОУН, загинув під час облави;
- Прокопчук Ольга Іванівна (1928 – † 1957; Перв'ятичі) ― член ОУН, ланкова, зв’язкова УПА, політв'язень;
- Семенюк Роман Захарович (1928 – † ?) ― організатор молодіжного гуртка ОУН в Тартаківській СШ, політв'язень;
- Сидор Ярослава ― член ОУН, політв'язень;
- Сідь Іван Петрович (1922 – † 1944; Волсвин) ― стрілець УПА, загинув в бою;
- Сорока Матвій Петрович (1907 – 1965; Перв'ятичі) ― член ОУН, політв'язень;
- Троць Іван (1921 – † 1945; Перв'ятичі) ― член ОУН, загинув в бою;
- Федчун Левко Іванович (1904 – † 1945; Перв'ятичі) ― член ОУН, загинув в бою;
- Федчун Павло Іванович (1924 – † 1944; Волинь) ― стрілець УПА, загинув в бою;
- Федчун Петро Іванович (1912 – † 1947; Воркута) ― член ОУН, політв'язень;
- Федчун Степан Гнатович (1912 – † 1982; Перв'ятичі) ― член ОУН, політв'язень;
- Хитриня Григорій Васильович (1929 – † ?) ― стрілець УПА, політв'язень;
- Хитриня Пелагія Василівна (Куц Марія Герасимівна) (1924 – † ?) ― член ОУН, політв'язень;
- Хитрень Ярослав Васильович — «Рибак» (1931 – † 1956; Перв'ятичі) ― член ОУН, політв'язень;
- Цинкалюк Антін Якович (1899 – † 1989; Перв'ятичі) ― член ОУН, політв'язень;
- Цинкалюк Семен Якович (1890 – † 1942) ― член ОУН, політв'язень;
- Чоп Іван Павлович ― «Незнаний» (1928 – † ?) — стрілець УПА, політв'язень;
- Шеремета Михайло Степанович (1909 – † ?) ― член ОУН, політв'язень;
- Щудло Андрій Семенович (1908 – † ?) ― стрілець УПА, політв'язень;
- Щудло Петро Григорович (1911 – † ?) ― член ОУН, член бойової групи «Вовки» (1937 р.), станичний ОУН в Перв’ятичах. Учасник Похідних груп ОУН у 1941 р. Курсант старшинської школи ОУН у Великих Мостах у липні-серпні 1941 р. В'язень Німеччини;
- Щудло Семен Олексійович (1908 – † 1975; Перв'ятичі) ― член ОУН, курінний молодіжної організації «Українська Січ», політв'язень;
- Яремко Петро Іванович (1926 – † 1944; Сколе) ― стрілець УПА.

### Репресії окупаційних режимів щодо селян Перв'ятич
Політичні в'язні с. Перв'ятичі (засланні НКВС–МДБ на ВТТ):
Боліжук Антон Федорович (1985р.н.), Боліжук Василь Прокопович (1913р.н.), Боліжук Володимир Антонович (1922р.н.), Боліжук Володимир Федорович (1957р.н.), Боліжук Ганна Михайлівна (1925р.н.), Боліжук Ірина Петрівна (1919р.н.), Боліжук Марія Томівна (1904р.н.), Боліжук Ольга Андріївна (1900р.н.), Боліжук Петро Федорович (1954р.н.), Боліжук Степан Федорович (1946р.н.), Боліжук Федір Антонович (1920р.н.), Буцко Анастасія Іванівна (1945р.н.), Буцко Іван Корнилович (1902р.н.), Буцко Марія Іванівна (1932р.н.), Буцко Меланія Іллівна (1908р.н.), Виноградова (Дещиця) Ганна Миколаївна (1928р.н.), Грабова Віра Василівна (1944р.н.), Грабова Пелагія Олексіївна (1919), Грабова Зіновія Василівна (1941), Грабовий Василь Андрійович (1912), Грицай Анастасія Михайлівна (1924), Грицай Богдан Петрович (1953), Грицай Ганна Сидорівна (1922), Грицай Іван Михайлович (1919), Грицай Любов Петрівна (1955), Грицай Марія Петрівна (1957), Грицай Меланія Гнатівна (1885), Грицай Михайло Іванович (1885), Грицай Петро Ісидорович (1919), Грицай Ісидор Максимович (1886), Дацюк Анастасія Петрівна (1932), Дацюк Анна Антонівна (1895), Дацюк  Іван Кіндратович (1910), Дацюк Іванна Кіндратівна (1918), Дацюк Марія В. (1872), Дацюк Михайло Петрович (1931), Дацюк Петро Кіндратович (1895), Демчук Анна, Демчук Євгенія Миколаївна (1925), Демчук Микола, Демчук Роман Миколайович (1927), Дещаківський Федір Васильович – «Лев» (1931), Дещиця Ганна Миколаївна (1928), Дещиця Іван Миколайович (1938), Дещиця Меланія Миколаївна (1932), Дещиця Микола Гнатович (1894), Дещиця Степан Пантелеймонович (1927), Дещиця Теодора Пантелеймонівна (1922), Джугало Анна Василівна (1926), Джугало Василь (1894), Джугало Іван Васильович (1935), Джугало Іван Петрович, Джугало Марія Олексіївна (1925), Джугало Марія Андріївна, Джугало Надія Степанівна (1948), Джугало Оксана Василівна (1939), Джугало Ольга Степанівна (1953), Джугало Степан Федорович (1909), Дінець Степанида Томівна (1925), Йосифович Анастасія Петрівна (1921), Лизунець Катерина Миколаївна, Лизунець Марія Петрівна (1927), Лизунець Петро Костянтинович, Лизунець Софія Петрівна (1929), Максимець Володимир Петрович (1925), Максимець Петро Панькович (1900), Марценюк Богдан Володимирович (1960), Мерко Роман Іванович (1929), Мусій Іванна Іванівна (1920), Новосад Микола Андрійович ― «Лев» (1904), Островський Роман Володимирович (1930), Піщак Іван Іванович (1923), Плетінка Марія Семенівна (1926), Прокопчук Іван Лук’янович (1895), Прокопчук Ольга Іванівна (1928), Семенюк Роман Захарович (1928), Сидор Ярослава, Сорока Матвій Петрович (1907), Федчун Петро Іванович (1912), Федчун Степан Гнатович (1912), Хитрень Василь Матвійович (1890), Хитриня Григорій Васильович (1929), Хитриня Пелагія Василівна (Куц Марія Герасимівна) (1924), Хитрень Ярослав Васильович — «Рибак» (1931), Цинкалюк Антін Якович (1899), Цинкалюк Семен Якович (1890), Чоп Іван Павлович ― «Незнаний» (1928), Шеремета Михайло Степанович (1909), Щудло Андрій Семенович (1908), Щудло Євген Микитович (1925), Щудло Лука Бартоломійович (1901), Щудло Петро Григорович (1911), Щудло Семен Олексійович (1908), Щудло Ярослав Лук’янович (1931), Яремко Ірина Дмитрівна (1928), Яремко Євгенія Павлівна, Яремко Іван Васильович (1905), Яремко Петро Іванович (1926), Яремко (Цибуля) Марія Іванівна (1945), Яремко (Чугай) Тетяна Степанівна.
Перв'ятицькі остарбайтери:
Гой Іван Миколайович (1924р.н.), Гой Степан Васильович (1882р.н.), Дещиця Марія Миколаївна (1921р.н.), Зажоха Йосиф Каспарович (1915р.н.), Іваника Катерина Григорівна (1898р.н.), Криницький Павло (1923р.н.), Криницький Роман Петрович (1925р.н.), Яремко Петро Іванович (1926 р.н.).

## ЦеркваСв. Арх. Михаїла1738р.ПЦУ
Дерев’яна церква святого Архистратига Михаїла ПЦУ споруджена на місці старого храму у 1738, про що свідчить вціліла перегородка входу над дверима з давнім написом слов'янською " 13 апріля року Божого 1738", разом з дзвінницею, яка слугувала спостережним пунктом (становила суцільну споруду), коштом дідича села Адама Шимановського. Це дерев’яна тризрубна триверха церква з високим восьмериком нави, вкритим банею з ліхтарем і маківкою. Такі ж високі, тільки вужчі, восьмерики здіймаються з двосхилих дахів вівтаря і бабинця. Будівля стоїть у центрі села, біля житлової забудови. До вівтаря прибудована, за незалежності України, чималих розмірів ризниця. З півночі також є велика мурована ризниця, але трохи менша по висоті від південної. Церква стоїть на цегляному підмурівку, у плані витягнута уздовж осі схід-захід.Такої форми святиня набула, очевидно, після розбудови бабинця (зараз він приблизно вдвічі більший за площею від оригіналу) і прибудови до нього великого рівноширокого заскленого ганку на двоє дверей. У північних стінах нави та бабинця є лише два вікна, а в південних - чотири. Церква оточена піддашям, зовнішні стіни час останнього ремонту оббиті дерев'яними планками "під ялинку".

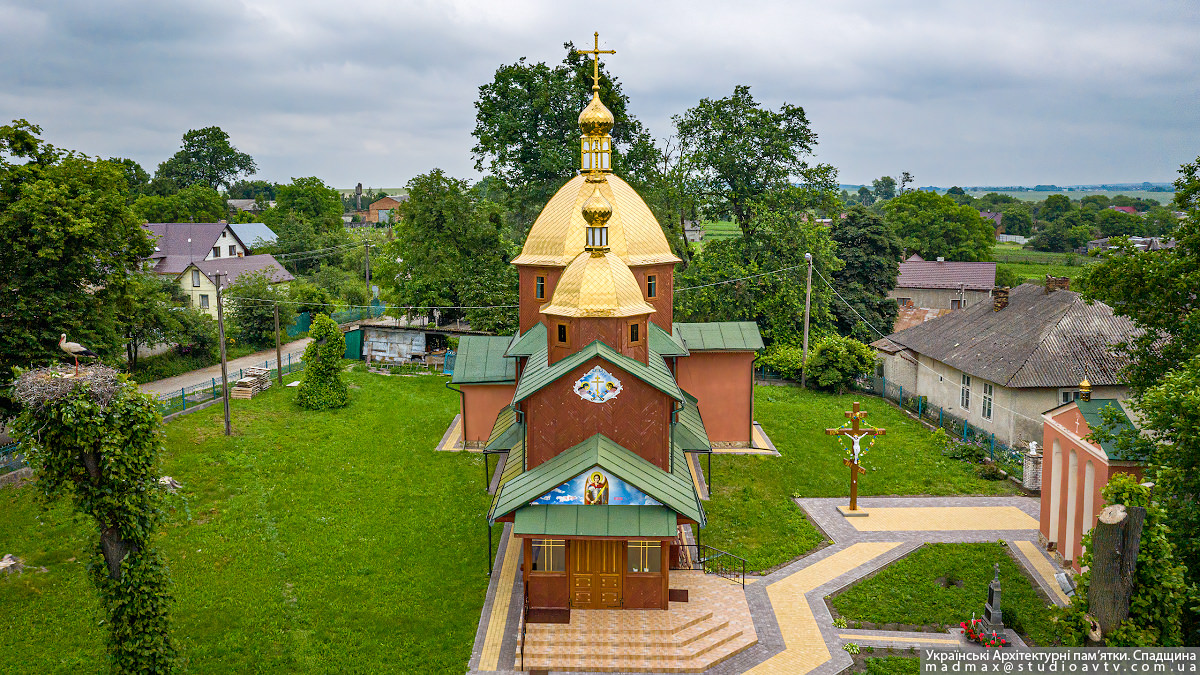
Церква Св. Арх. Михаїла ПЦУ - сучасний стан

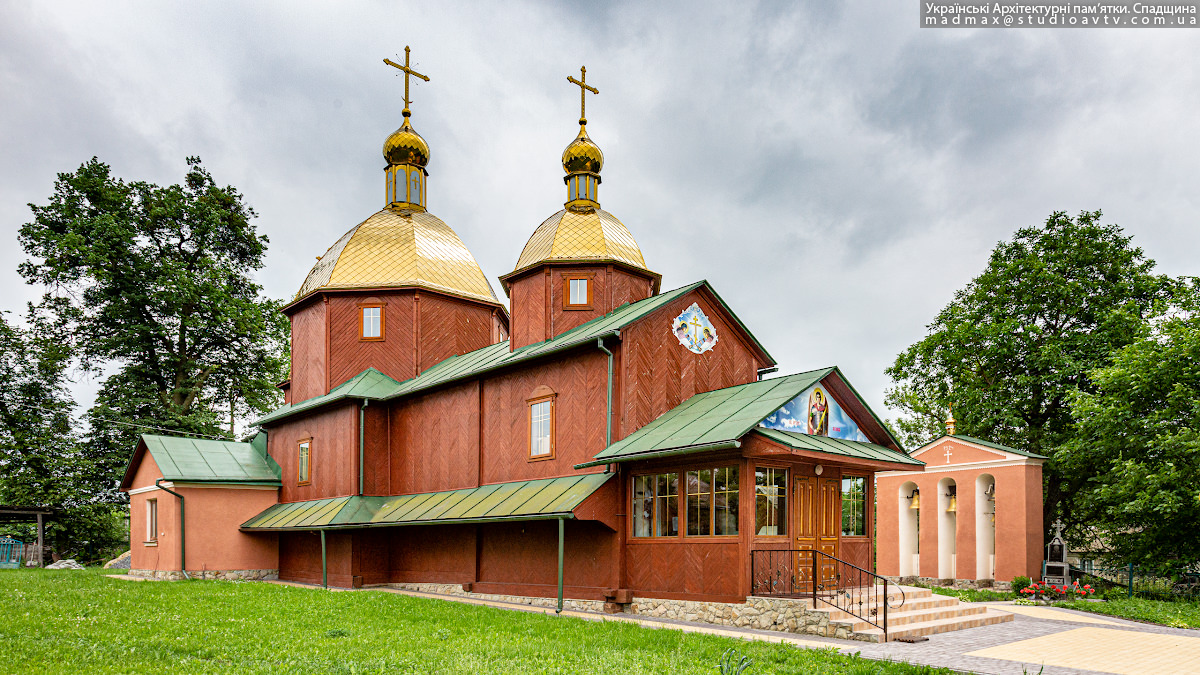
Церква Св. Арх. Михаїла ПЦУ - сучасний стан

В 2013 р. зусиллями громади церква реконструювалася. Була знята пластикова вагонка, обрізані дерева, перекриті купола, та інше.
На південь від церкви знаходиться мурована стінового типу дзвіниця на три дзвони.
Також на церковному подвір'ї є пам'ятник місцевому священнику Карлу Давидовичу (1871–1941).
12 лютого 2017 року, у неділю про блудного сина, Високопреосвященний митрополит Львівський і Сокальський Димитрій здійснив Архіпастирські відвідини храму Св. Арх. Михаїла с.Перв'ятичі Сокальського благочиння, де звершив Божественну Літургію, на якій архіпастирською грамотою найменував місцеву старовинну ікону "ПЕРВ'ЯТИЦЬКА" та благословив її вшанування 12 лютого.

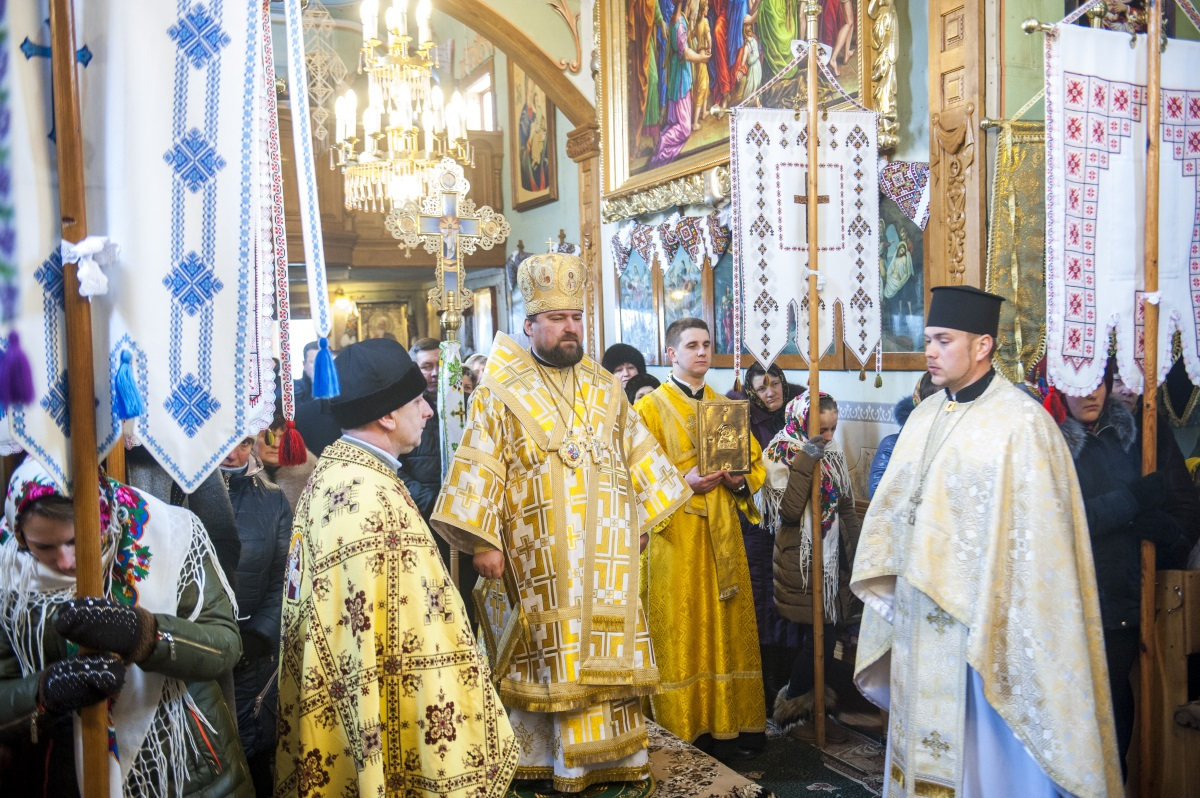
Високопреосвященний митрополит Львівський і Сокальський Димитрій звершує Божественну Літургію в Свято-Михайлівському храмі села Перв‘ятичі.

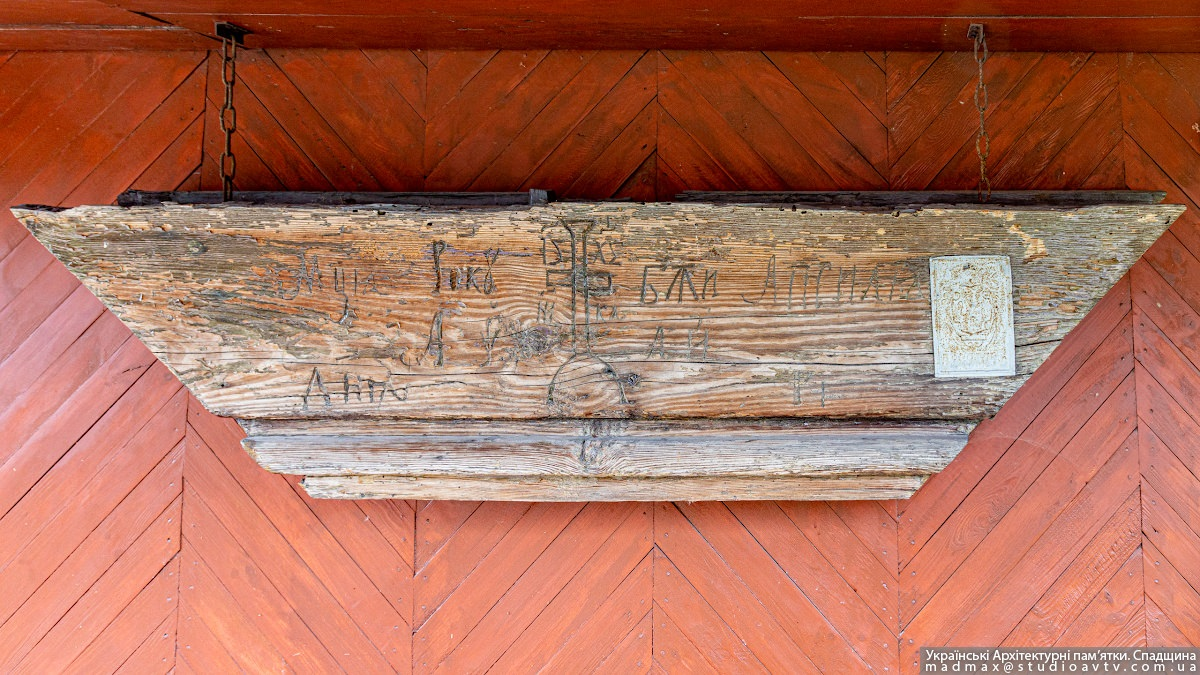
Стара перегородка від входу до храму на котрій є напис слов'янською: 13 апріля року Божого 1738.

## Пам'ятки архітектури
- Місцева капличка збудована в честь незалежності України.

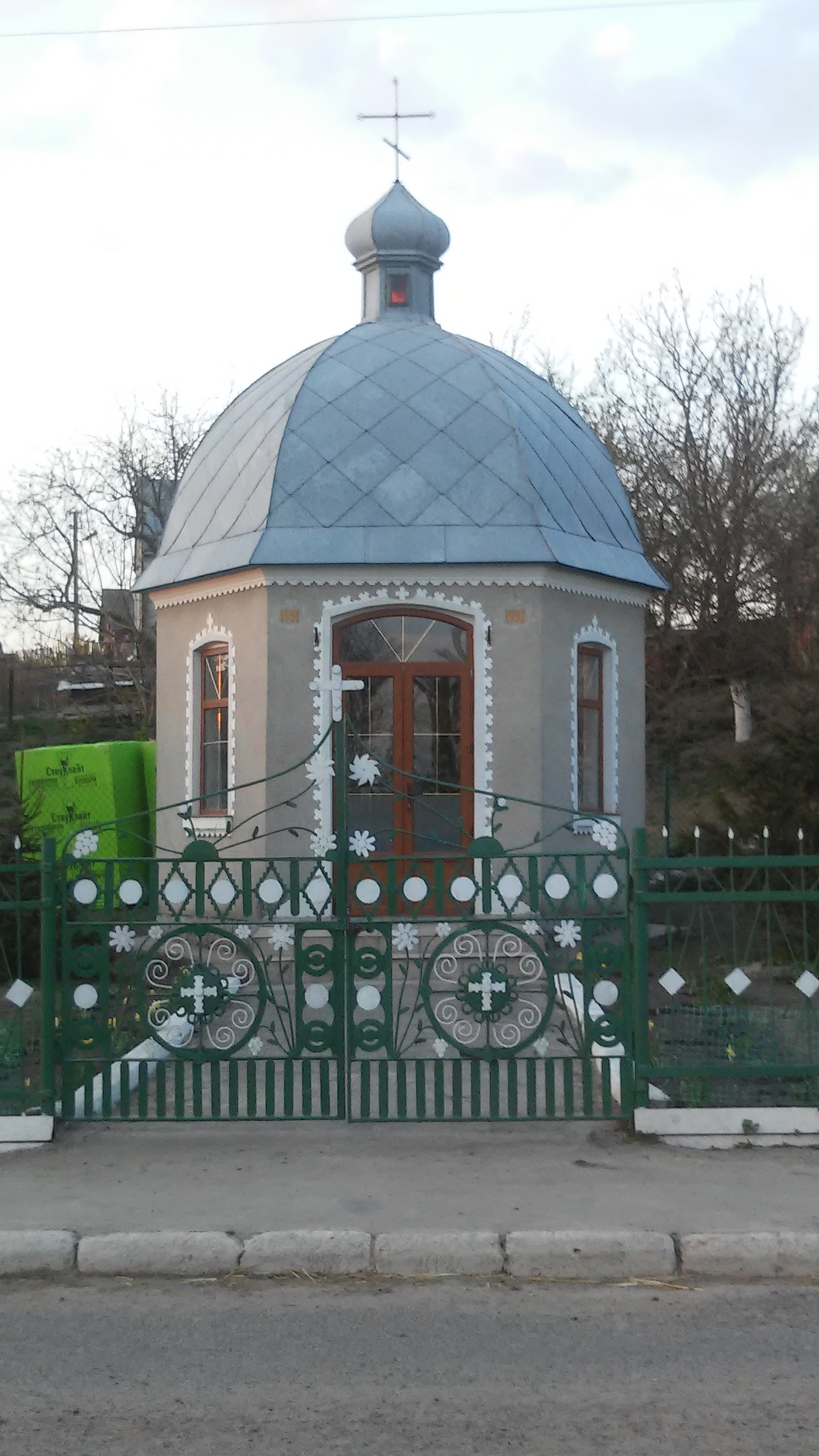
Місцева капличка с.Перв'ятичі

- Пам'ятний хрест в честь незалежності України.

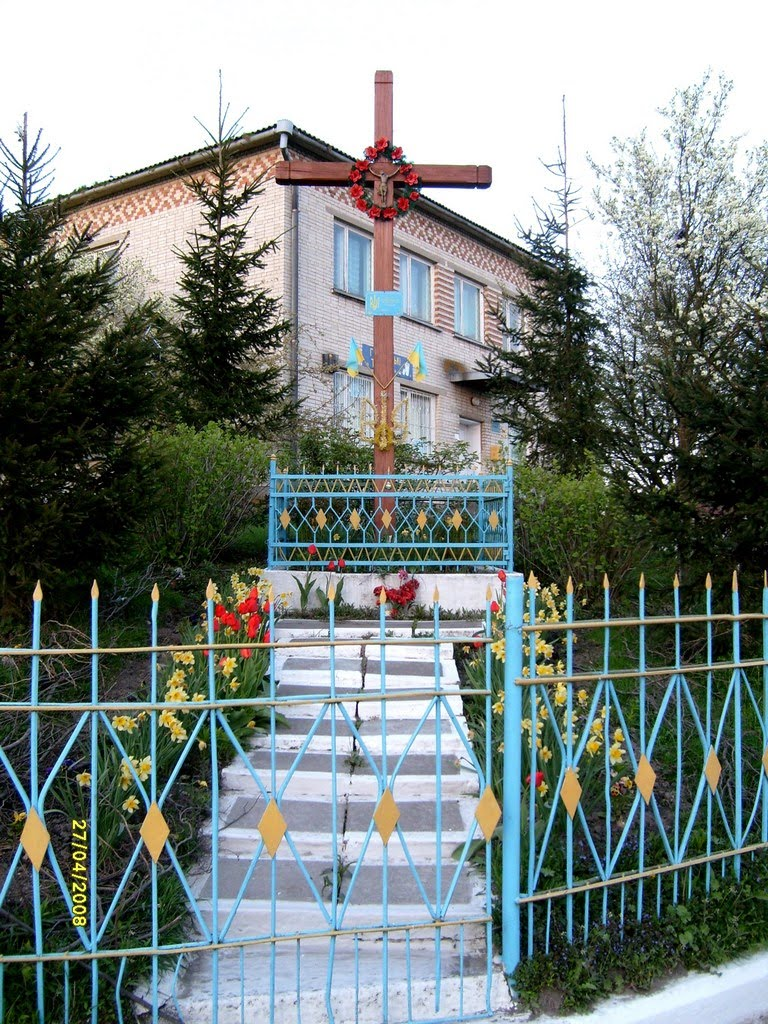
Пам’ятний хрест

- Пам'ятник загиблим односельчанам в Другій світовій війні (1939-1945рр.)

Пам'ятник загиблим односельчанам у Другій Світовій Війні.

## Відомі люди

### У селі народилися
- Дещиця Андрій Богданович (1965 р.н.) — український дипломат, Надзвичайний і повноважний Посол, виконувач обов'язків Міністра закордонних справ України з 27 лютого по 19 червня 2014 року. З 13 жовтня 2014 року — Надзвичайний і Повноважний Посол України в Польщі;
- Братко Іван Володимирович (1968 р.н.) —  майстер гончарства, скульптор і живописець.Член НСМНМУ з 1994 р. Першим став випалювати скульптури способом чорнодимленої кераміки;
- Білик Ігор Зіновійович (1977–2014) — кавалер ордена «За мужність» ІІІст. (посмертно), солдат Збройних сил України, учасник російсько-української війни.

### В селі загинули
- «Беркут» (нар. ? — † січень, 1945, Перв'ятичі) — підрайонний військовик ОУН-УПА;[19]
- Гаврилюк — «Жар» (нар. ? † 09.09.1945, Перв'ятичі) — боєць ОУН-УПА;[20]
- Лотинник Григорій Омелянович — «Батько» (нар. ? — † 13.08.1945, Перв'ятичі) — боєць боївки «Ореста»;
- Сафат Ковальський — «Ромко» (нар. ?, Переспа — † 17(15,16).12.1944, Перв'ятичі) — районний військовий референт Сокальщини (1943), повітовий військовий референт Сокальщини (1944), повітовий провідник Сокальщини (кін. 1944);